# Космічний джем: Нове покоління
«Космічний джем: Нове покоління» (англ. Space Jam: A New Legacy) — американський анімаційно-ігровий спортивний фільм режисера Малкольма Д. Лі. Фільм є продовженням фільму «Космічний джем», в головній ролі в ньому знявся Леброн Джеймс. У фільмі з'являться такі персонажі «Looney Tunes», як Багз Банні, Даффі Дак, Твіті, марсіанин Марвін. Світова прем'єра фільму відбулася 14 липня 2021 року.

## Сюжет
Баскетбольний чемпіон Леброн Джеймс і його молодший син Домінік, який мріє стати розробником відеоігор, потрапляють в пастку віртуального простору через шахрайський алгоритм під назвою Al-G Rhythm. Щоб повернутися додому удвох в цілості й схоронності, Леброн повинен привести Багза Банні, Даффі Дака, Поркі Піга і Лолу Банні і всю банду недисциплінованих «Looney Tunes» до перемоги в баскетбольному матчі проти цифрових версій найбільших зірок баскетболу.

## Український Дубляж
- Студія: Постмодерн
- Режисерка дубляжу: Катерина Брайковська
- Перекладачка: Ольга Переходченко
- Координатор проекту: Юлія Кузьменко

Ролі дублювали:
- Леброн - Роман Чорний
- Алг - Олександр Шевчук
- Баґз - Дмитро Гаврилов
- Дом - Дем'ян Шиян
- Лола - Ольга Цибульська
- Даффі Дак - Павло Скороходько
- Камайя - Анна Дончик
- Поркі - Євген Сардаров (співав - Євген Сардаров)
- Коментатор - Андрій Альохін
- Бабуня - Наталія Поліщук
- Малік - Роман Молодій
- Фогорн - Михайло Кришталь
- Сем - Андрій Мостренко
- Даріус - Валентин Музиченко
- Сильвестр - Олександр Погребняк
- Елмер - Володимир Терещук
- Твіті - Катерина Брайковська
- Арахнека - Катерина Качан
- Брова, Тренер Сі - Петро Сова
- Леброн Малий - Євген Лебедин
- Зоша - Валерія Мялковська
- Спіді - Дмитро Мялковський
- Малік малий - Олексій Сморігін
- Майкл Бі Джордан - Дмитро Гаврилов
- Диво-жінка - Наталія Романько-Кисельова
- Євген Локтіонов - Морті Сміт
- Дмитро Тварковський - Рік Санчез

А також: В'ячеслав Дудко, Сергій Кияшко, Катерина Буцька, Андрій Твердак, Марія Єременко, Володимир Канівець, Катерина Башкіна-Зленко,

## Виробництво

### Розробка
Продовження «Космічного джему» планувалося ще 1996 року. Як тільки почалася розробка, у «Космічному джемі 2» мало бути баскетбольне змагання між Майклом Джорданом і Looney Tunes і новим лиходієм на ім'я Берсерк-О!. Художнику Бобу Кемпу було доручено спроєктувати персонажів Берсерк-О! і його поплічників. Джо Пітка повернувся б в дирекцію, а Спайк Брандт і Тоні Червоне підписалися б в ролі керівників анімації. Однак Майкл Джордан не погодився зніматися в сіквелі. За словами Кемпа, продюсер збрехав художникам і дизайнерам, стверджуючи, що Джордан підписав контракт, щоб продовжувати розробку. Врешті-решт Warner Bros. скасували плани на фільм «Космічний джем 2».
Сиквел повернувся в розробку під назвою «Шпигунський джем» (англ. Spy Jam і в ньому мав зіграти Джекі Чан в первісному сценарії фільму. Студія також планувала фільм під назвою «Гоночний джем» (англ. Race Jam в якому мав зніматися Джефф Гордон. Крім того, Пітка розповів, що після успіху першого фільму йому запропонували сюжет для продовження, в якому в головній ролі знявся б професійний гольфіст Тайгер Вудс, а Джордан зіграв би більш дрібну роль. Повідомляється, що продюсер Айван Рейтман виступав за фільм, в якому знову зніметься Джордан. Наступні фільми були в кінцевому підсумку скасовані на користь «Луні Тюнз: Знову в справі». Фільм під назвою «Ковзановий джем» (англ. Skate Jam з Тоні Гоком в головній ролі перебував на ранній стадії розробки. Планувалося, що виробництво почнеться відразу ж після випуску «Луні Тюнз: Знову в справі», але ці плани були скасовані через погані збори фільму.

### Відновлення проекту
У лютому 2014 року Warner Bros. офіційно анонсована розробку сиквелу, в якому буде зніматися зірка Леброн Джеймс. Чарлі Еберсол був призначений на продюсування, в той час як Віллі Еберсол писав сценарій. У травні того ж року Джеймс сказав: «Я завжди любив „Космічний джем“. Якщо у мене буде така можливість, це буде здорово». У липні 2015 року Джеймс і його кіностудія SpringHill Entertainment підписали контракт з Warner Bros. Для телебачення, кіно і цифрового контенту після отримання позитивних відгуків за свою роль в «Дівчина без комплексів». 2016 року Джастін Лін підписався на проєкт як режисер і продюсер сценарію з Ендрю Доджем і Альфредо Ботеллі. До серпня 2018 року Лін покинув проєкт, а Теренс Ненс був найнятий для режисури фільму. У вересні 2018 року Райан Куглер був оголошений продюсером фільму. SpringHill Entertainment випустила рекламний тизер, що офіційно анонсував фільм, виробництво якого мало розпочатися 2019 року в міжсезоння. Зйомки мали проходити в Каліфорнії недалеко від Лос-Анджелеса. До початку виробництва фільм отримав 21,8 мільйона доларів податкових пільг в результаті нової програми податкових пільг від держави.

### Зйомки
Основні зйомки почалися 25 червня 2019 року. 16 липня 2019 року було оголошено, що Ненс залишає проєкт, тому що у нього зі студією і продюсерами були різні погляди на творче бачення майбутнього фільму. Пізніше Ненсі замінив Малкольм Д. Лі. Бредфорд Янг, який мав служити кінематографістом, також покинув проєкт і був замінений на Сальваторе Тотіно .
Серед локацій, що використовувалися для зйомок, входив Sheats–Goldstein Residence, що належить компанії Джеймса Гольдштейна, в тому числі її тенісний корт, що тимчасово перетворили в баскетбольний майданчик для зйомок. Виробництво завершилося 16 вересня 2019 року. На зйомки в Каліфорнії було витрачено $ 183,7 мільйонів, при цьому було отримано 23,8 млн $ податкових пільг від штату.
У березні 2020 року в Інтернет просочилися фотографії, зроблені на знімальному майданчику, і короткий запис вечірки на честь завершення зйомок, що показали, що у фільмі будуть представлені й інші персонажі, права на яких належать Warner Bros.
30 квітня 2020 року Джеймс офіційно розкрив назву і логотип фільму через Instagram — «Космічний джем: Нове покоління» (англ. Space Jam: A New Legacy.

### Анімація і спецефекти
Для створення візуальних ефектів для «Космічного джему 2» були найняті відділ візуальних ефектів Lucasfilm і Industrial Light & Magic.
Аніматор Тоні Бенкрофт, найбільш відомий завдяки роботі над фільмами «Король Лев» та «Мулан», почав в січні роботу над фільмом на студії Warner Bros. Animation. 26 березня 2020 року Джеймс повідомив, що виробництво фільму в значній мірі не постраждало від пандемії COVID-19, оскільки більшу частину недоробленої роботи над фільмом становить анімація. На день пізніше брати Бенкрофт підтвердили, що аніматором буде Спайк Брандт, який раніше працював над анімацією фільму «Космічний джем».

## Музика
7 січня 2020 року було оголошено, що композитором фільму буде Ганс Циммер. 15 квітня 2020 року було оголошено, що композитором фільму буде Кріс Бауерс. Музику до першого фільму написав Джеймс Ньютон Говард.

## Випуск
«Космічний джем 2: Нове покоління» вийшов в широкий прокат 14 липня 2021 року. В кінотеатрах США фільм з'явився 16 липня 2021 року, його прокатом займається студія Warner Bros., фільм також демонструватиметься на HBO Max протягом місяця. 29 вересня 2020 року SpringHill Co. Entertainment, виробнича компанія фільму, підписала 4-річний контракт з Universal Pictures, що зробило цю роботу їх четвертою і останньою незалежно створеною роботою до закінчення терміну контракту.